# Diggnation
Diggnation est un podcast vidéo hebdomadaire présenté par Kevin Rose et Alex Albrecht. Le principal sujet consiste à discuter des "top stories" (meilleures actualités) de Digg, site Internet créé par Kevin, où les utilisateurs proposent des pages Internet intéressantes que les autres peuvent commenter et noter. Rose et Albrecht passent couramment en revue une marque de bière en début d'émission, ils en consomment d'ailleurs pendant leur vidéo, et argumentent ensuite des articles de Digg de la semaine précédente. Les deux versions de la balado, audio et vidéo, sont disponibles sur Revision3.
L'introduction a été créée par Eden Soto, en collaboration avec David Prager. Elle fut développée pendant plus de trois mois, selon le site d'Eden Soto.

## Format
L'émission commence immédiatement avec de courts spots publicitaires du sponsor de la balado, qui sont généralement suivis par de fausses publicités. Après le titre de la vidéo, les animateurs se présentent puis font toutes les annonces nécessaires, et discutent des bières qu'ils boiront pendant l'épisode. La séquence de test de la bière dans Diggnation est l'une des marques de fabrique de l'émission. La majorité de l'épisode est consacrée à la discussion des nouvelles aussi bien que de commentaires personnels, d'anecdotes et de plaisanteries. L'humour de l'émission fut parfois vulgaire et entraîna des remarques de la part des spectateurs. À la fin de l'émission, Kevin et Alex mentionnent leurs sponsors une fois de plus, dans un long spot publicitaire, lisent les courriels de leur fans et concluent avec un semblant de morale, sous forme de publicité, ou la disent.

## Distribution
Les épisodes de Diggnation sont généralement filmés chaque jeudi, mis en ligne pour les membres, sur Revision3, le samedi et pour tout le monde le lundi d'après (une version audio est disponible pour tous le samedi). Les versions audio et vidéo peuvent être obtenues sur iTunes Store ou la page d'accueil de Diggnation. Bien que la distribution de l'émission avant sa sortie officielle grand public soit légale avec la licence Creative Commons, ce n'est pas le cas depuis que la licence Creative Commons ne s'applique plus avant la sortie de l'émission pour le public. Ainsi, les Torrents ou sites miroir sont illégaux s'ils sont utilisés pour diffuser l'émission avant sa sortie grand public. CacheFly, le principal distributeur, annonça qu'au mois de mars 2007, 25 téraoctets furent consommés en téléchargements pour l'émission.
Diggnation a parfois diffusé ses émissions en direct. Elles furent alors affichées à plusieurs endroits, comme CES, Cre824, Macworld, San Francisco, E3, San Diego, Hollywood, et d'autres...

## Origine du nom
À l'origine, David Prager, à la fois ami et collègue de Kevin, voulait appeler le site internet Diggnation. Cependant, Kevin décida de l'appeler tout simplement Digg. Il l'épela avec deux G car le domaine dig.com était déjà enregistré par le Walt Disney Internet Group. Par conséquent, Kevin choisi Diggnation pour le nom de la balado, en remplaçant le nom utilisé dans le premier épisode : The Digg Podcast.

## Récompenses
Le 16 août 2006, Diggnation gagna le prix Podcast Awards pour la meilleure balado technologique. Le gagnant de l'année 2005 était this WEEK in TECH, pour lequel Kevin Rose était aussi de la partie.

## Collaboration avec les laboratoires Dolby
L'épisode #14 de Diggnation marqua une étape importante pour la baladodiffusion. L'équipe de Diggnation collbora avec Dolby pour tester le vrai rendu sonore (surround). L'émission fut la première baladodiffusion partiellement enregistré avec cette technologie, qui permet un rendu surround en recréant une scène avec des sons de toutes les directions (retards, tonalités et volume différent entre les deux oreilles). Ainsi, de meilleurs ambiances et une plus grande immersion peuvent être recréées. La technologie n'a été testée que dans l'épisode 14, mais Rose et Albrecht ont émis le souhait de l'utiliser à nouveau.